# Das geteilte Glück
Das geteilte Glück (Noroc împărțit) este un film german produs în 2010 în regia lui Thomas Freundner, și scenariul lui Stefan Dähnert. Flimul este o dramă care tratează cu umor viața a doi copii care trăiesc în categorii sociale diferite.

## Acțiune
Tânăra Nicole Wagner trăiește o viață modestă, ca soția unui muncitor pe șantierul de construcții. Ea are trei copii de la trei bărbați. Printr-o întâmplare ea află că băiețașul de 9 ani Dennis, n-ar fi fiul ei. La naștere în spital dintr-o neatenție noul născut a fost schimbat cu altul (Sebastian). Acesta din urmă primește o creștere aleasă în casa avocatului Sven Callenberg. După ce ambele familii află adevărul, urmează o serie de conflicte, în cele din urmă spre nefericirea copiilor, intervin organele de ordine, fiecare copil, fiind dat părinților adevărați.

## Distribuție
- Petra Schmidt-Schaller: Nicole Wagner
- Udo Wachtveitl: Sven Callenberg
- Ulrike Grote: Britta Callenberg
- Rüdiger Klink: Grille Rilling
- Andreas Warmbrunn: Dennis Wagner
- Ludwig Skuras: Sebastian Callenberg
- Thimo Meitner: Antonio Wagner
- Joy Alban-Zapata: Mimi Wagner
- Sabine Urig: Schwester Ria
- Suzanne Landsfried: Biggi
- Ruth Wohlschlegel: Nicoles Mutter Gisela
- Frank Leo Schröder: Günter
- Sandra Nedeleff: Frau Metzler